# 関東都督府
関東都督府（かんとうととくふ、旧字体：關東都󠄀督府）は、大日本帝国時代の日本の機関。遼東半島先端部の関東州を統治する任務を帯びた。

## 概要
日露戦争後、ロシアより譲り受けた関東州と長春・旅順間の鉄道（後の南満洲鉄道）を防衛するため、1905年9月26日に公布された「関東総督府勤務令」により天皇直属の機関である関東総督府が設置された。本部は遼陽に置かれた。関東総督は満洲北部に依然として勢力を保持するロシアの脅威に備えるため排他的な軍政を断行したが、市場の門戸開放を主張するイギリスやアメリカ合衆国の対日感情を悪化させる結果を招き、第1次西園寺内閣の外務大臣の加藤高明が辞任する事態となった。
外相を引き継いだ西園寺公望や文治派の巨頭である伊藤博文（当時は朝鮮統監）は関東総督府の軍政を民政に移行するため動き、1906年5月22日より伊藤主導で元老や内閣、軍上層部を集めて開催された「満洲問題に関する協議会」において伊藤ら文治派の主張が児玉源太郎ら武断派の抵抗を退け、軍政から民政への移行の方針が決定された。
同年9月1日、関東総督府が廃止され、旅順に移転・改組された関東都督府になった。
関東都督府は関東州の統治と防備を受け持ったが、天皇直属であった関東総督府時代とは異なり、政務や軍事の各権能について外務大臣・陸軍大臣・参謀総長・陸軍教育総監らの監督を受けることとされた（「都督」とは軍司令官＋州長官のこと。都督も参照）。また、南満洲鉄道株式会社（満鉄）の業務監督や満鉄附属地の警備も行った。
これ以降、満洲統治は関東都督府と領事館（外務省）と満鉄によって担われることとなったが、それぞれが権限を主張し、行政の一元化を妨げることとなる。
1910年、第1次山本内閣において拓殖局が廃止されると、関東都督府は軍機事項を除いて、再び外務大臣の指揮監督下におかれた。
第2次大隈内閣の時代、第一次世界大戦が勃発し、日本が中国に対華二十一ヶ条をつきつけるなど強行姿勢をとると、関東都督府の元で関東州の行政を一元化させようとする提案がなされ、また第二次満蒙独立運動に積極的に関与するなど活動が活発化した。
1917年、寺内内閣の時代、陸軍出身の寺内首相の下で、懸案であった関東州の行政一元化問題につき関東都督府に有利な解決がなされ、在満領事が関東都督府の指揮下におかれることになった。さらに拓殖局が復活すると、外相の権限は再び縮小した。また、関東都督府官制の改定により関東都督は首相の監督下におかれることになり、かつ満鉄総裁と兼任されることとなるなど、関東都督府の権限は再び強化された。1918年6月1日、陸軍兵器部が事務を開始。
1919年、原内閣の時代になると、寺内退陣による陸軍の弱体化と外務省の巻き返し、それに大正デモクラシーという時代の風潮もあって、関東州の民政への移行などを定めた関東庁官制が公布され、関東都督府は廃止となり、軍事と政治が分離された。関東都督府直属の守備隊と南満洲鉄道の附属地を警備する守備隊は関東軍に、民政部門は関東庁とに分離設置された。
これによって関東軍は、台湾軍・朝鮮軍・支那駐屯軍と並ぶ独立軍となった。

## 都督
長官の都督は陸軍大将・中将から任命された。都督は「都督府令」を発し、禁錮1年以下又は罰金200円以下の罰則を科すことができた。
都督府官制により、外務大臣の監督下で清国（後に中華民国）の地方官と交渉することもできるとされた（特別委任事項）が、その解釈をめぐって外務省と都督府との間では対立が絶えなかったという。
また、都督は軍人であるので、関東州駐屯軍司令官も兼ね強大な権限を持った。

## 組織機構
- 都督官房
- 陸軍部（後に関東軍として独立する。）
- 民政部
  - 庶務課
  - 警務課
  - 財務課
  - 土木課
  - 監獄署

## 歴代都督

### 関東総督
1. 大島義昌 大将：1905年10月18日 - 1906年9月1日

### 関東都督
1. 大島義昌 大将：1906年9月1日 - 1912年4月26日
2. 福島安正 中将：1912年4月26日 -
3. 中村覺 中将：1914年9月15日 - 1917年7月31日
4. 中村雄次郎 中将 ：1917年7月31日 - 1919年4月12日

## 歴代民政長官
1. 石塚英藏：1906年9月1日 - 1907年4月25日
2. 中村是公：1907年4月25日 - 1908年5月15日
3. 白仁武：1908年5月15日 - 1917年7月31日
4. 宮尾舜治：1917年7月31日 - 1919年4月12日